# Maesa kurzii
Maesa kurzii är en viveväxtart som beskrevs av Carl Christian Mez. Maesa kurzii ingår i släktet Maesa och familjen viveväxter. Inga underarter finns listade i Catalogue of Life.